# Poicephalus rufiventris
El lorito ventrirrojo o loro abisinio (Poicephalus rufiventris) es una especie de ave de la familia de los loros (Psittacidae) endémica de África. Se caracterizan por poseer un gran dimorfismo sexual y por su escasa difusión en el continente africano.

## Área de distribución
El Poicephalus rufiventris se encuentra concentrado en una pequeña zona entre los países de Etiopía, Somalia, Kenia y norte de Tanzania.
En Etiopía existe el mayor número de loros de vientre rojo localizados principalmente en Awassa y en el suroeste del Gran Valle del Rift que cruza ente país de noreste a suroeste.
Existe otra población destacable en Jubbada Hoose, Jubbada Dhexe, Gedo y Bay, todos ellos en Somalia. También otra población agrupada en el centro de Kenia.

## Exportaciones y estado de conservación
El loro de vientre rojo está incluido en el Apéndice II según CITES (The Convention on International Trade in Endangered Species of Wild Fauna and Flora) desde 1981 y establecido como en menor preocupación en la lista Roja de Especies Amenazadas de la UICN puesto que la población no ha descendido más de un 30% en los últimos 10 años.
El loro abisinio se comenzó a exportar en cantidades significativas principalmente en Tanzania sobre los años 80. Años antes se comenzó a exportar a Gran Bretaña en muy pequeñas cantidades.

## Hábitat y cría

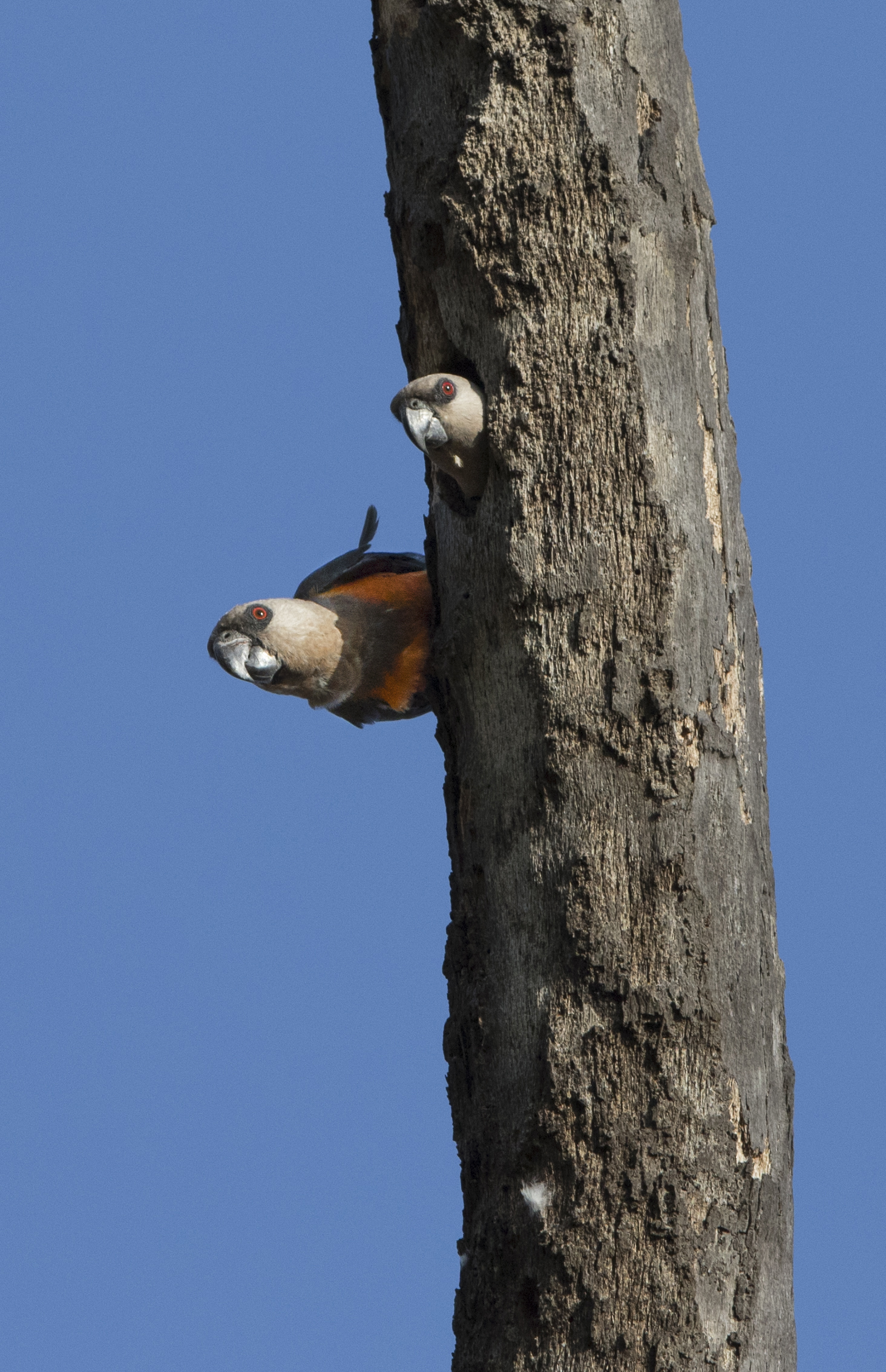
Poicephalus rufiventris, Reserva Nacional de Samburu.

Esta especie ocupa un área mundial de 1.300.000 km² encontrándose en las tierras bajas y semiáridas. Principalmente este loro vive en los baobabs y en acacias entre los 700 y los 2.000 metros de altura. Viaja mucho en busca de comida como los higos, semillas, frutas y maíz. 
Debido a la escasa comida que hay en sus respectivas regiones, los individuos de Poicephalus rufiventris llegan a los campos de cultivos y se comen las cosechas, por lo que son frecuentemente cazados por los agricultores. 
Viven en grupos desde 3 hasta 6 u 8 individuos.
La temporada de cría de estos loros comienza en marzo y finaliza en octubre. Anidan en los troncos huecos de los árboles donde la hembra pone de 2 a 3 huevos con intervalos de 2 y 3 días entre cada puesta. Cada huevo suele medir 27 por 23 milímetros y pesar aproximadamente 8 gramos. La hembra incuba los huevos mientras que el macho va a buscar comida, estos huevos eclosionan al cabo de unos 28 días y comienzan a volar a los 60 días después de la eclosión.
En cautividad es poco frecuente este loro, aunque en España algunos centros de crianza importantes los consiguen sacar adelante sin dificultad. Este loro que se puede comprar directamente de un criadero especializado.

## Descripción

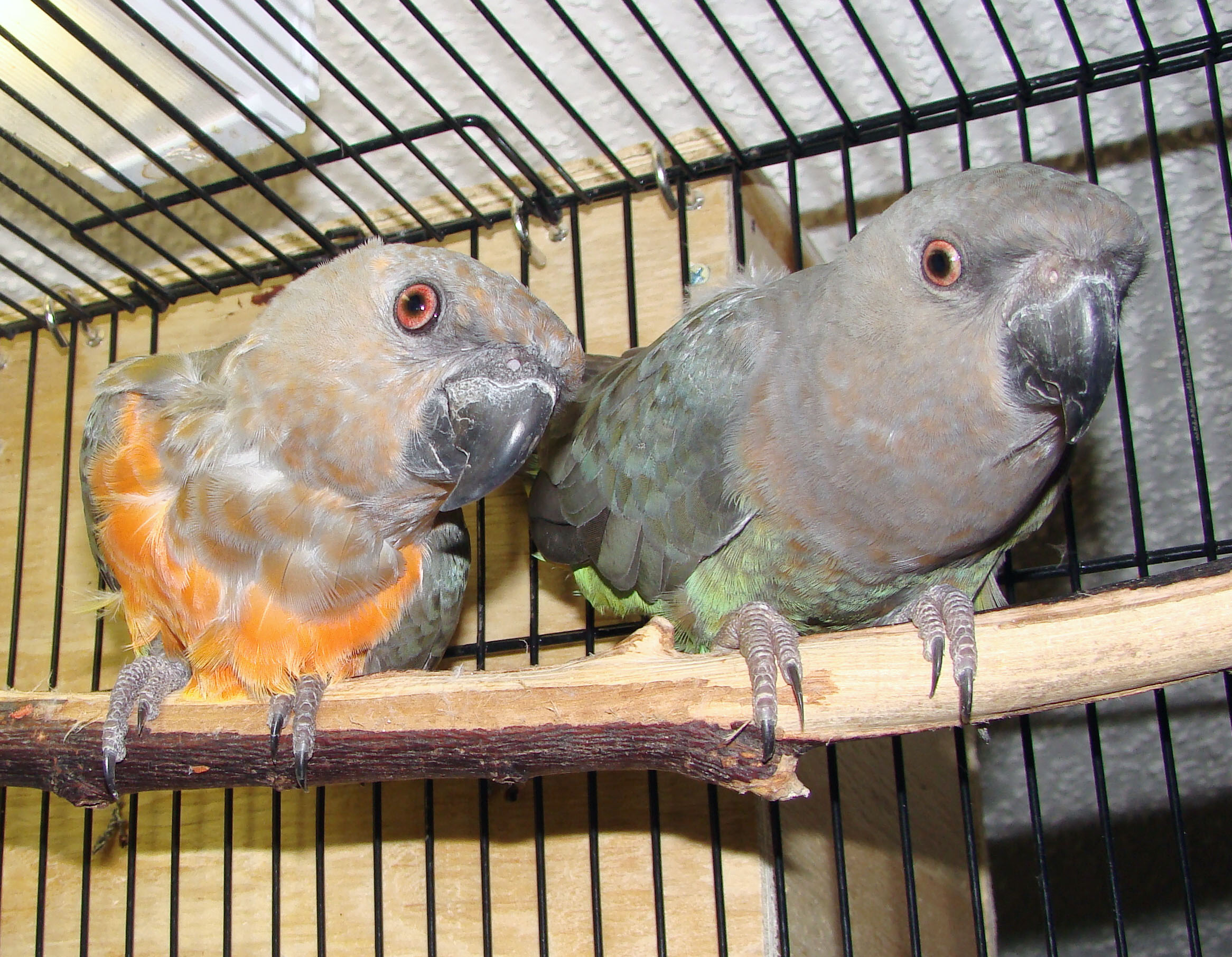
Ejemplares macho (izquierda) y hembra (derecha) encerrados en una jaula.

En los Poicephalus rufiventris existe un gran dimorfismo sexual, lo que permite diferenciarlos ente el macho y la hembra.
El macho de este loro tiene el abdomen de un naranja intenso mezclado con un rojo pálido. La cabeza, las mejillas y el pecho adquieren una tonalidad grisácea con unos pequeños matices rosados. 
La hembra posee un color marrón grisáceo en el pecho, cabeza, cuello y mejillas, pero con unas tonalidades azuladas en el reborde de las alas como otro loro de su mismo género (Poicephalus meyeri). 
Ambos tienen las patas de color grisáceas, el pico negro y el iris de color rojo anaranjado. 
Pesan unos 130 gramos y miden 22 centímetros aproximadamente.
El plumaje de los jóvenes inmaduros es de colores como los de la madre, aunque son distinguibles las hembras de los machos por su coloración rojiza en el pecho incluso cuando son jóvenes. Poseen el iris negro hasta los 3 meses y medio aproximadamente y adquieren su color total cuando tienen sobre los 2 años.

## Subespecies
- P. r. rufiventris: Conocida como especie nominal se extiende desde el cuerno de África que comprende los países de Etiopía, Somalia, Kenia y norte de Tanzania.

- P. r. pallidus: Se encuentra exclusivamente en el este de Etiopía. Es similar a la especie nominal, pero posee una coloración más castaña en la cabeza, mejillas y pecho.